# Verwaltungsgemeinschaft Südfläming
In der Verwaltungsgemeinschaft Südfläming waren die Gemeinden Boßdorf, Mochau, Nudersdorf, Schmilkendorf und Straach im sachsen-anhaltischen Landkreis Wittenberg zusammengeschlossen. Am 1. Januar 2005 wurde sie mit den ebenfalls aufgelösten Verwaltungsgemeinschaften Elster-Seyda-Klöden, Mühlengrund und Zahna zur neuen Verwaltungsgemeinschaft Elbaue-Fläming zusammengelegt. Gleichzeitig wurden die Gemeinden Nudersdorf und Schmilkendorf nach Wittenberg eingemeindet.